# Ali Akman
Ali Akman (* 18. April 2002 in Yıldırım) ist ein türkischer Fußballspieler. Der Stürmer steht beim Çorum FK unter Vertrag und ist U21-Nationalspieler.

## Karriere

### Verein
Ali Akman wurde in Yıldırım, welches eine Kreisstadt und zugleich ein Stadtteil von Bursa ist, geboren und begann im Jahr 2013 im nahegelegenen İnegöl bei İnegölspor mit dem Fußballspielen. Zwei Jahre später wechselte er in die Jugend von Bursaspor, zu dem die Fans von İnegölspor eine Rivalität pflegen, obgleich beide Vereine nie in einer gemeinsamen Liga gespielt hatten. Zum Ende der Saison 2018/19 stieg die erste Mannschaft aus der Süper Lig ab und am 17. August 2019 gab Akman im Alter von 17 Jahren beim 1:3 am ersten Spieltag in der TFF 1. Lig im Auswärtsspiel gegen Fatih Karagümrük sein Debüt in der ersten Mannschaft in einem Ligaspiel. Sieben Tage später gelang ihm beim 2:1-Heimsieg gegen Akhisarspor sein erstes Tor für die erste Mannschaft in einem offiziellen Spiel. Als Tabellenfünfter verpasste Bursaspor die Rückkehr ins türkische Oberhaus, dabei war Ali Akman in 20 Punktspielen zum Einsatz gekommen und erzielte 2 Tore.
In der Saison 2020/21 erzielte der junge Stürmer bis zum 19. Spieltag in 18 Einsätzen 10 Tore und war zu diesem Zeitpunkt der zweitbeste Torschütze der Liga. Anfang Februar 2021 unterschrieb der 18-Jährige, dessen Vertrag im Sommer ausgelaufen wäre, einen Fünfjahresvertrag bei Eintracht Frankfurt ab der kommenden Spielzeit. Daraufhin suspendierte ihn der Verein auf unbestimmte Zeit und löste im März 2021 seinen Vertrag auf, so dass Akman bereits Anfang März 2021 zur Eintracht stieß und sein Vertrag mit sofortiger Wirkung gültig wurde. Eine Spielberechtigung erlangte Akman allerdings erst zur Saison 2021/22, auf die er sich mit der Frankfurter Mannschaft zunächst vorbereitet hatte. Anfang August 2021 wurde er für ein Jahr an den niederländischen Erstligisten NEC Nijmegen verliehen, bei dem er in 32 Pflichtspielen 6 Tore erzielte.
In der Sommerpause 2022 kehrte Akman zunächst nach Frankfurt zurück. Nachdem er in der ersten Runde des DFB-Pokals und am ersten Bundesligaspieltag nicht zum Kader gezählt hatte, wechselte er Anfang August 2022 bis zum Ende der Saison 2022/23 auf Leihbasis in die Süper Lig zu Göztepe Izmir. Dort blieb er in 16 Pflichtspielen torlos.
Anfang August 2023 wechselte er nach Belgien zum Zweitligisten F.C.V. Dender E.H.
Seit Januar 2025 spielt er für den türkischen Zweitligisten Çorum FK.

### Nationalmannschaft
Von 2016 bis 2017 lief Ali Akman für die türkische U15-Nationalmannschaft auf und absolvierte dabei vier Einsätze. In der Folgezeit spielte er bis 2018 für die U16-Auswahl, für die er in zehn Partien zum Einsatz kam. Später – von 2018 bis 2019 – spielte Akman in 14 Partien für die U17-Nationalmannschaft, darunter auch in Spielen in der Qualifikation für die U17-Europameisterschaft 2019 in Irland. Nachdem er von 2019 bis 2020 zum Kader der U18-Junioren gehört hatte – er kam für diese in acht Spielen zum Einsatz und erzielte sechs Tore – ist er seit November 2020 Teil des Kaders der U21-Nationalmannschaft. Zuvor absolvierte er auch zwei Spiele für die U19-Auswahl.

## Erfolge
- Zweiter im Ägäis-Pokal: 2016

## Sonstiges
Ali Akman ist der Neffe des ehemaligen türkischen Nationalspielers Ayhan Akman.